# Antoine Portail
Antoine Portail (* 1675 in Paris; † 3. Mai 1736 ebenda) war ein französischer Politiker und Mitglied der Académie française. Er ist nicht zu verwechseln mit dem Abbé Antoine Portail (1590–1660), Mitarbeiter des heiligen Vinzenz von Paul.

## Leben und Werk
Antoine Portail war der Schwiegersohn von Toussaint Rose, Mitglied der Académie française. Der für seine Eloquenz berühmte Jurist Portail erwarb sich als hoher Staatsbeamter unter Ludwig XIV. und seinem Nachfolger Verdienste, die ihm 1724 das Amt des Ersten Präsidenten des Parlements von Paris und, ohne nennenswerte Schriften, den Sitz Nr. 17 in der Académie française einbrachten. Er war Besitzer des Schlosses von Le Vaudreuil.